# Theodore Davis
Theodore Monroe Davis (New York, 1837 – Miami, 1915) è stato un avvocato ed egittologo statunitense finanziatore di moltissime ricerche archeologiche.

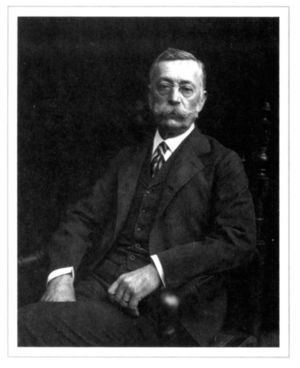
Theodore Davis

Howard Carter, il celebre scopritore della tomba di Tutankhamon aveva lavorato per qualche tempo per lui.
In Egitto, Davis scoprì le tombe saccheggiate di parecchi re e personaggi illustri. In particolare trovò, in una valle collaterale rispetto a quella principale, la tomba intatta di Yula e Tjuiu, rispettivamente padre e madre di Tiy, moglie di Amenofi III. Il corredo funerario di questa tomba, era quanto di più prossimo si fosse scoperto fino ad allora, agli arredi funerari di un reggente del Nuovo Regno, e poteva lasciar intendere cosa si sarebbe potuto rinvenire in una tomba reale intatta, se mai ve ne fosse rimasta ancora qualcuna.
La scoperta della tomba di Tutankhamon, un re della tarda diciottesima dinastia, del quale si sapeva pochissimo: il corpo di questo re non era stato trovato e numerosi indizi suggerivano che fosse stato seppellito nella valle dei re. Tali indizi provenivano tutti dalle scoperte di Davis: questi, aveva trovato una tazza di ceramica con il nome di Tutankhamon ed aveva scoperto una piccola fossa, contenente frammenti di foglia d'oro col nome di Tutankhamon e con quello della regina, Ankhesenamon.
Davis pensava che quella fossa dovesse essere addirittura la tomba di Tutankhamon, ma era una pretesa da non prendersi sul serio. Finanziò anche le ricerche della tomba di Thutmose I e di sua figlia Hatshepsut. Quest'ultima tomba, dopo enormi fatiche per liberare l'ingresso dai cumuli di materiale detritico, risultò vuota e priva di iscrizioni.